# 大相撲刑事
『大相撲刑事』（おおずもうデカ）は、ガチョン太朗による日本の漫画。『週刊少年ジャンプ』（集英社）において、1992年40号から同年49号まで連載された。話数カウントは大字表記による「〜場所」で、最終回は「千秋楽」である。

## あらすじ
両国県警察のそーさ課に赴任した元FBI捜査官の「大関」が、様々な凶悪犯を相撲を交えて取り締まる。

## 登場人物
大関（おおぜき）
元FBI捜査官で両国県警察の刑事。常に化粧廻しに大銀杏を結っており、警察内部でも飛行機内でも土俵を持ち込んでいる。凶悪犯を取り締まろうとするが、犯罪より相撲関連の言動を優先しており、犯罪者や部下に相撲の修行をさせたり両国国技館にケツは向けられないと飛行機から飛び降りたこともある。その風貌から逮捕された人間は大抵失禁する。犯罪者は、怪我や気絶などの場合は不戦敗として許しているが、代わりに膨大な量のレポートを書くことを強要する。しかも、「それを書けば罪が軽くなるんですか？」と尋ねられると「ならん!!」と怒鳴り返し、犯罪者たちを唖然とさせるのが常である。ちなみに、レポートのテーマは「木工用ボンドと登校拒否の関係」や「エレキギターと鼻毛切りの関係」など、わけの分からないものばかりである。
今井一（いまい はじめ）
両国県警察の新人刑事。高校生の時にドキュメンタリー番組に出ていた星野課長（後述）を見て、彼に憧れて警察官となった。基本的に大関に振り回されるツッコミ役だが、変なことに納得する場合もある。トリカブト入りちゃんこ鍋を食べて一度死にかけたことがあったが、大関が活を入れてくれたおかげで一命を取り留めた。自称：柔道2段・英検8段（実際の英検には「段」はない）。四股名は「今井の海」。
星野王子（ほしの おうじ）
両国県警察そーさ課長。温厚で大人しそうな風貌をしているが、実は検挙率トップの敏腕警察官と言われており、傍若無人な大関が敬語を使う数少ない人物の一人（他に大関が敬語を使う人物は大相撲の親方しかいない）。大関の奇行に対して寛大なことや、変わった形の髭などから、署内では「わけわからん人」と言われている。
桜井政吉（さくらい まさきち）
暴力団である関東集英会の大幹部で、別名「メンチの政」。年齢33歳。睨み合いで負けた相手はいなかったが、大関に敗北して呼び出しや弓取りをさせられる。暴力団から足を洗ったと言っているが、実際には辞めておらず、子分達には大関の言いなりになっていることを必死で隠そうとしている。四股名は「政の海」。連載終了後に、彼の学生時代を描いたスピンオフ作品『メンチバカ 政の憂鬱』が読み切りとして執筆された。

## 読み切り版
『増刊オータムスペシャル』と本誌の1992年14号に2度読切が掲載された。連載版の原型となっている。

## 単行本
1. ISBN 4-08-871684-1